# Phelps Rock
Der Phelps Rock (in Argentinien Islote Patito ‚Entleininsel‘) ist ein inselartiger Klippenfelsen von 10 m Höhe vor der Westküste der Antarktischen Halbinsel. Er liegt südwestlich der Hugo-Insel in der westlichen Einfahrt zur French Passage.
Eine hydrographische Einheit der Royal Navy kartierte ihn zwischen 1966 und 1967 von Bord der HMS Protector. Das UK Antarctic Place-Names Committee benannte ihn 1971 nach Edmund Malcolm Stuart Phelps (1928–2017), Erster Offizier (1966–1972) und danach Kapitän (1972–1991) der RRS John Biscoe, der die Arbeiten der hydrographischen Einheit in diesem Gebiet unterstützt hatte. Der Hintergrund der argentinischen Benennung ist nicht überliefert.